# 이승진 (쇼트트랙 선수)
이승진(1994년~)은 대한민국의 쇼트트랙 선수이다.

## 학력
- 평촌고등학교
- 광운대학교 정보과학교육원 경영학과

## 주요 참가 성적 및 수상
- 2014년 제95회 전국동계체육대회 스피드스케이팅 여자 일반부 3000m 은메달
- 2014년 제95회 전국동계체육대회 스피드스케이팅 여자 일반부 1500m 동메달
- 2013년 제43회 회장배 전국남녀 스피드스케이팅대회 여자 일반부 1000m 2위